# Themba Zwane
Themba Zwane (East Rand, Sudáfrica, 3 de agosto de 1989) es un futbolista de Sudáfrica que juega en la posición de mediapunta con el Mamelodi Sundowns de la Premier Soccer League.

## Carrera

### Club
| Periodo   | Club                             |
| --------- | -------------------------------- |
| 2011–     | Mamelodi Sundowns                |
| 2013–2014 | → Mpumalanga Black Aces (cedido) |

### Selección nacional
Debutó con Sudáfrica el 26 de mayo de 2014 en el empate 1-1 ante Australia en un partido amistoso y su primer gol internacional lo anotó el 7 de octubre de 2017 en la victoria por 3-1 sobre Burkina Faso por la clasificación de CAF para la Copa Mundial de Fútbol de 2018. Zwane participó en la Copa Africana de Naciones 2019. En diciembre de 2023 fue convocado por el entrenador Hugo Broos para jugar en la Copa Africana de Naciones 2023 donde anotó dos goles.

## Logros

### Club
- Premier Soccer League (9): 2013-14, 2015-16, 2017-18, 2018-19, 2019-20, 2020-21, 2021-22, 2022–23, 2023-24
- Telkom Knockout (2): 2015, 2019
- Nedbank Cup (3): 2014-15, 2019-20, 2021–22
- MTN 8: 2021
- CAF Champions League: 2016
- CAF Super Cup: 2017
- African Football League: 2023

### Individual
- PSL Footballer Of the Season: 2019–20
- PSL Player's Player of the season: 2019–20
- PSL Midfielder of the Season: 2019–20
- Mamelodi Sundowns Player of the season: 2019–20
- Mamelodi Sundowns' players player of the season: 2019–20
- PFA Player of the Year: 2020–21